# Fārūq Hamāda
Fārūq Hamāda (arabisch فاروق حمادة, DMG Fārūq Ḥamāda; * 1950 in Tell Dahab, Gouvernement Homs, Syrien) ist ein Rechtsgelehrter und Autor, der sich mit islamischen Rechtsfragen, insbesondere der Anwendung der Scharia und des Hadith befasst. Er hält eine Professur an der Universität Mohammed V in Marokko. Er ist Advisor der Kronprinzen-Kammer (Gericht, Crown Prince Court) von Abu Dhabi, Vereinigte Arabische Emirate.
Er war einer der 138 Unterzeichner des offenen Briefes Ein gemeinsames Wort zwischen Uns und Euch (englisch A Common Word Between Us & You), den Persönlichkeiten des Islam an „Führer christlicher Kirchen überall“ (engl. “Leaders of Christian Churches, everywhere …”) sandten (13. Oktober 2007).
« La science est la base du progrès de l’humanité pour qu’elle soit bénéfique et au service des générations, sans nocivité ni deviation, l’Islam lui a fondée des bases solides et claires. Ainsi l’apprentissage est une obligation pour chaque individu musulman. Cet ouvrage a étudié les problèmes de la science de point de vue islamiques »